# Ennedimassief

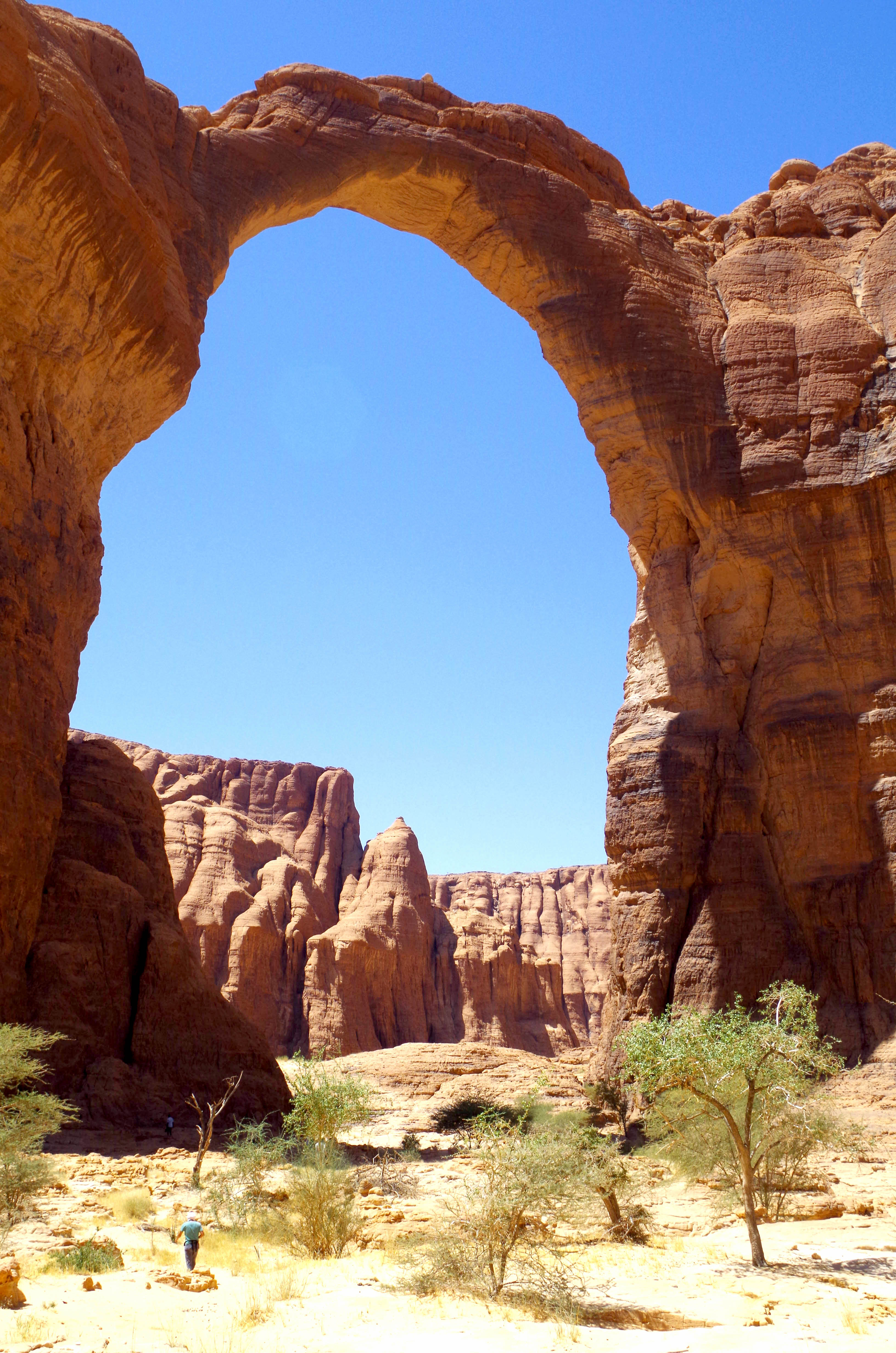

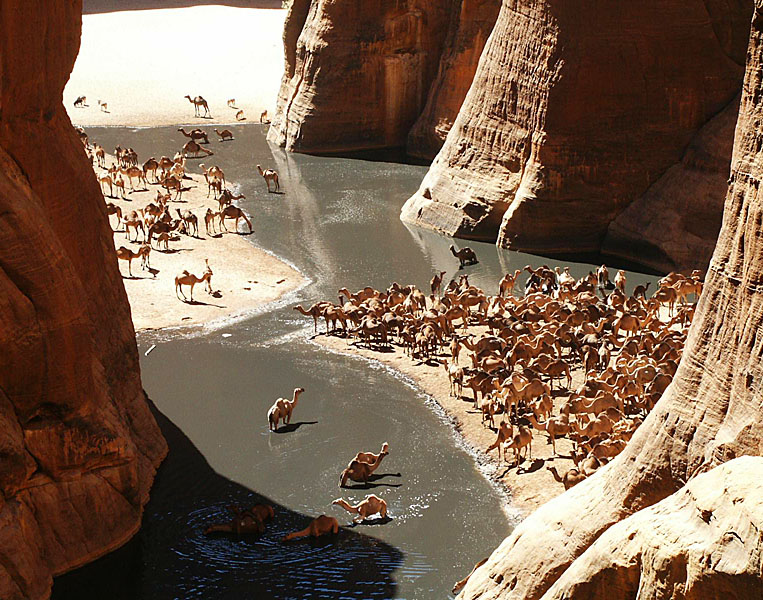

Het Ennedimassief is een bergplateau in de Sahara in het noordoosten van Tsjaad. Het massief ligt in de oorspronkelijke prefectuur, tegenwoordig regio Borkou-Ennedi-Tibesti. Het gebied wordt begrensd in het noorden door de Lybische Sahara van Al Kufrah, in het westen door de duinen van Borkou, in het zuiden door de hooglanden van Wadai en in het oosten door de woestijnen van het noordwesten van Soedan.
Het Ennedimassief bestaat uit zandsteen, en was in basis een plateau op een gemiddelde hoogte van 1.450 m. Het is doorheen de eeuwen door water en wind geërodeerd waardoor valleien en canyons gevormd zijn
Het gevormde landschap is uitzonderlijk, met ook kliffen en natuurlijke bogen. In de grotere canyons kon permanent water aanwezig blijven wat een belangrijke impact had op het ecosysteem van het massief, voor fauna en flora, en voor het mogelijk maken van menselijk leven. Het massief bevat een van de belangrijkste guelta's van de Sahara, de guelta van Archei.
Een blijvende getuigenis van de aanwezigheid van menselijk leven doorheen de eeuwen zijn de duizenden rotstekeningen en petrogliefen geschilderd en gebeeldhouwd op of in het rotsoppervlak van grotten, canyons en schuilplaatsen, die samen een van de grootste ensembles van rotskunst in de Sahara vormen.
Er overleven in een aantal canyons beperkte groepen crocodylus suchus die in het gebied tijdens het Holoceen subpluviaal veel veelvuldiger aanwezig moeten geweest zijn. De soort heeft stammen die een genetische mutatie met achondroplasie doormaakten. Ook zijn er nog een klein aantal West-Afrikaanse leeuwen die net als de krokodillensoort met uitsterven bedreigd zijn. De algazellen die in de Ennedi voorkwamen zijn in het wild uitgestorven, wat ook wordt aangenomen van de Enneditijgers.
Het Ennedimassief als uitzonderlijk natuurschoon en als site van rotskunst werd tijdens de 40e sessie van de Commissie voor het Werelderfgoed in Istanboel in juli 2016 toegevoegd aan de werelderfgoedlijst en zo door de UNESCO erkend als gemengd werelderfgoed. Het beschermde gebied heeft een oppervlakte van 30.445 km², omgeven door een kleine bufferzone van 1.363 km².
- Nationale Bibliotheek van Tsjechië: ge1046576
- Nationale Bibliotheek van Israël: 987007551752905171
- Virtual International Authority File: 246284700